# Miss Firecracker
Miss Firecracker és una comèdia psicològica estatunidenca dirigida per Thomas Schlamme i estrenada l'any 1989. Ha estat doblada al català.

## Argument
Carnelle (Holly Hunter) es presenta com la Senyoreta Firecracker a la desfilada de bellesa que la seva ciutat natal de Yazoo City, Mississipi planeja cada quatre de juliol, esperant emular la seva cosina Elain (Mary Steenburgen) que va guanyar aquest concurs de bellesa alguns anys abans. Carnelle és considerada com una òrfena pels seus cosins després de la mort de la seva mare i creix promiscua, insolent, poc femenina i sense gràcia.
Pocs esperen que pugui guanyar, els seus amics més propers i els parents pensen que s'està dirigint cap a una gran decepció, però Carnelle està esperançada. Des que el seu altre cosí, l'excèntric i antisocial Delmount (Tim Robbins) decideix vendre's la casa on ells dos vivien per treure diners, Carnelle està cada cop més determinada a guanyar, veient-ho com a manera d'escapar-se de la seva existència en aquesta petita ciutat. Elain retorna a la ciutat per fer un discurs a la desfilada després de trencar amb el seu marit.

## Repartiment
- Holly Hunter: Carnelle Scott
- Mary Steenburgen: Elain Rutledge
- Tim Robbins: Delmount Williams
- Scott Glenn: Mac Sam
- Alfre Woodard: Popeye Jackson
- Amy Wright: Missy Mahoney
- Ann Wedgeworth: Miss Blue

## Crítica
"Amb un repartiment ple de cares famoses i una història amb possibilitats, Schlamme va debutar amb un notable en la direcció. Una comèdia romàntica a l'estil del cinema americà dels anys trenta"